# 22nd Fighter Squadron
Le 22nd Fighter Squadron (22nd FS), est un escadron de chasse de l'United States Air Forces in Europe appartenant au 52nd Fighter Wing basé à Spangdahlem Air Base en Allemagne. Créé en 1939, il est dissout en 2010 . Il est alors équipé de chasseurs F-16C/D.

## Historique
- 22 décembre 1939 : création du 22nd Pursuit Sqdn (Interceptor)
- 1er février 1940 : activation
- 15 mai 1942 : redésigné 22nd Fighter Sqdn
- 20 août 1943 : redésigné 22nd Fighter Sqdn, Single Engine
- 31 mars 1946 : dissolution
- 15 octobre 1946 : réactivation du 22nd Fighter Sqdn, Single Engine
- 27 octobre 1947 : redésigné 22nd Fighter Sqdn, Jet Propelled
- 17 juin 1948 : redésigné 22nd Fighter Sqdn, Jet
- 20 janvier 1950 : redésigné 22nd Fighter Bomber Sqdn
- 9 août 1954 : redésigné 22nd Fighter Day Sqdn
- 8 juillet 1958 : devient le 22nd Tactical Fighter Sqdn
- 1er octobre 1991 : prend sa désignation actuelle de 22nd Fighter Sqdn
- 13 août 2010 : dissolution

## Bases
- Langley Field (Virginie) : 1er février 1940 - 11 décembre 1941
- Vega Baja (Porto Rico) : 12 décembre 1941 - octobre 1942
- Waller Field (Trinidad) : octobre 1942 - 26 mai 1943
- Morrison Field (Floride) : 27 mai 1943 - 3 juin 1943
- Mitchell Field (New York (État)) : 4 juin 1943 - 20 juin 1943
- Charleston (Caroline du Sud) : 21 juin 1943 - 18 septembre 1943
- Alamogordo AAFld (Nouveau Mexique) : 19 septembre 1943 - 25 novembre 1943
- Scribner AAFld (Nebraska) : 26 novembre 1943 - 4 avril 1944

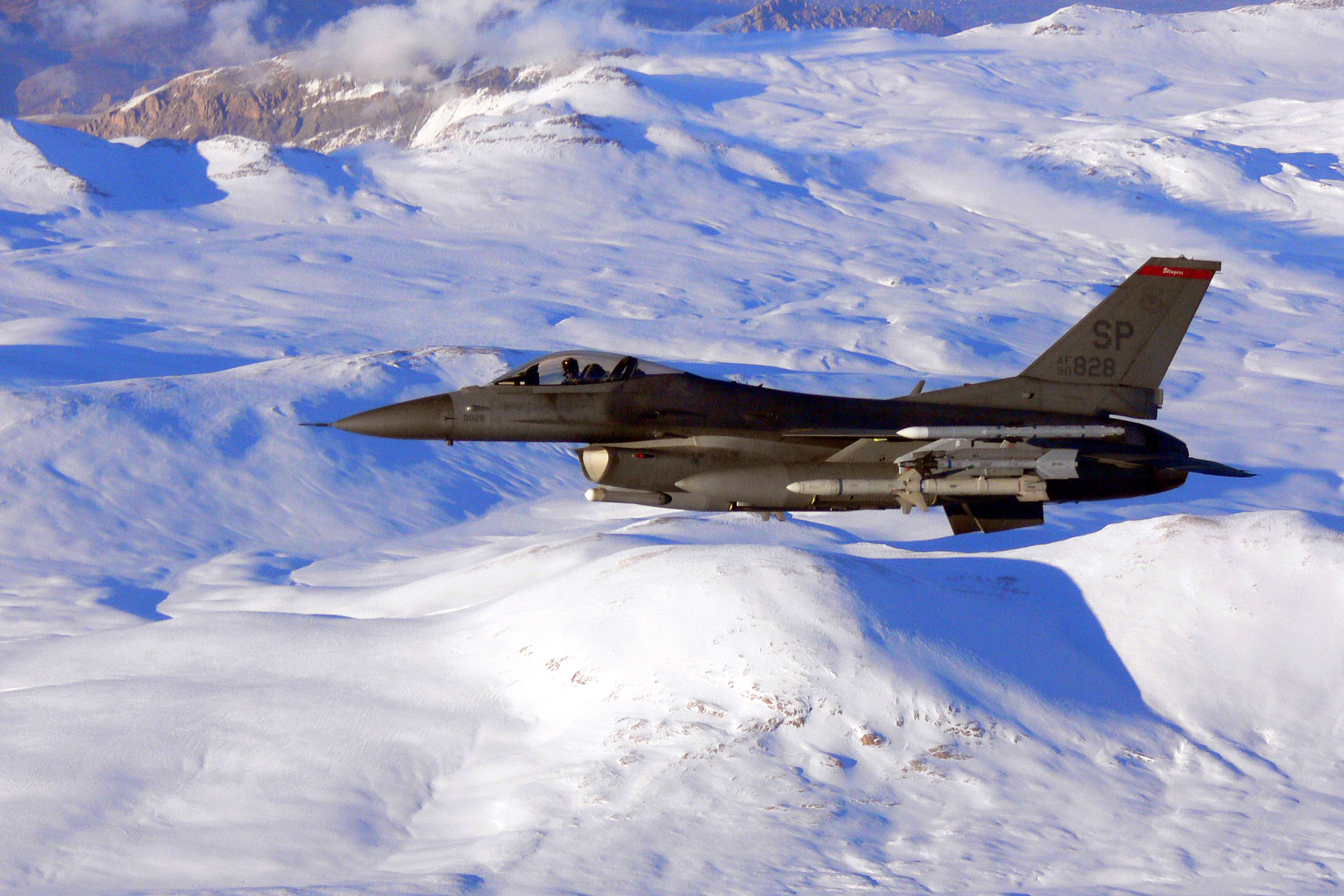
F-16C du 22nd Fighter Squadron en vol au-dessus de la Turquie

- Kingsnorth (Angleterre) : 5 avril 1944 - 2 août 1944
- Brucheville (France) : 3 août 1944 - 4 septembre 1944
- Le  Mans (France) : 5 septembre 1944 - 22 septembre 1944
- Athis (France) : 23 septembre 1944 - 4 octobre 1944
- Juvincourt (France) : 5 octobre 1944 - 26 octobre 1944
- Le Culot (Belgique) : 27 octobre 1944 - 27 mars 1945
- Aachen (Allemagne) : 28 mars 1945 - 7 avril 1945
- Niedermennig (Allemagne) : 8 avril 1945 - 20 avril 1945
- Kassel/Rothwesten (Allemagne) : 21 avril 1945 - 14 février 1946
- Bolling Field (District de Colombia ) : 15 février 1946 - 31 mars 1946
- Howard Field (Panama) : 15 octobre 1946 - 12 août 1948
- Furstenfeldbruck AB (Allemagne) : 13 août 1948 - 27 octobre 1952
- Bitburg AB (Allemagne) : 28 octobre 1952 - 30 mars 1994
- Spangdahlem AB (Allemagne) : 1er avril 1994 -

## Affectations
- 36th Pursuit Group : 1er février 1940 - 14 mai 1942
- 36th Fighter Group : 15 mai 1942 - 31 mars 1943 et 15 octobre 1946 - 9 janvier 1950
- 36th Fighter Bomber Group : 20 janvier 1950 - 8 août 1954
- 36th Fighter Day Group  09/08/54 30/09/56
- 36th Fighter Day Wing : 1er octobre 1956 - 7 décembre 1957
- 36th Tactical Fighter Wing : 8 décembre 1957 - 30 septembre 1991
- 36th Fighter Wing : 1er octobre 1991 - 31 mars 1994
- 52nd Fighter Wing : 1er avril 1994 -